# Mathematische Annalen
El Mathematische Annalen (abreviado como Math. Ann. o Math. Annal.) es una revista científica matemática alemana publicada por Springer Science+Business Media. Fue fundada en 1868 por Alfred Clebsch y Carl Neumann. 
Los editores posteriores incluyen a Felix Klein, David Hilbert, Otto Blumenthal, Erich Hecke, Heinrich Behnke, Hans Grauert, Heinz Bauer, Herbert Amann, Jean-Pierre Bourguignon y Wolfgang Lück.

## Métricas de revista
2022
- Web of Science Group : 1.534
- Índice h de Google Scholar: 69
- Scopus: 1.373